# Западно-Казахстанская область
Западно-Казахстанская область (каз. Батыс Қазақстан облысы / Batys Qazaqstan oblysy) находится на северо-западе Республики Казахстан.
Территория — 151 339 км², что составляет 5,6 % площади Казахстана. По этому показателю область занимает 8-е место в стране.
Численность населения — 656 354 чел. (на 1 ноября 2019 года). В городах живёт 343 766 (52,37 %) человек, в сельской местности — 312 588 (47,62 %).
Область была образована 10 марта 1932 года как Западно-Казакская область Казакской АССР в составе РСФСР. 3 мая 1962 года была переименована в Уральскую область. А в июле 1992 года Президиум Верховного Совета Республики Казахстан переименовал Уральскую область в Западно-Казахстанскую область.
Граничит с двумя областями Казахстана и пятью областями России:
- на севере — с Оренбургской областью Российской Федерации
- на востоке — с Актюбинской областью Республики Казахстан
- на юге — с Атырауской областью Республики Казахстан и Астраханской Российской Федерации
- на западе — с Волгоградской и Саратовской областями Российской Федерации
- на северо-западе — с Самарской областью Российской Федерации[6]

Административный центр: город Уральск.
Индекс дорог — 07.

## Физико-географическая характеристика
Область расположена в центральной части Евразии, на северо-западе Казахстана. Полностью располагается в Восточной Европе. Граничит с Российской Федерацией. Общая протяжённость границы составляет 2423 км.
Рельеф
Рельеф территории равнинный. Причём высота над уровнем моря снижается с северо-востока на юго-запад области. В регионе выделяют несколько районов по особенностям рельефа, в том числе — Общий Сырт, Эмбенское плато, Прикаспийская низменность.
На севере и северо-востоке области находятся отроги Общего Сырта и Предуральского плато. На юге в пределах Прикаспийской низменности расположены песчаные массивы Нарынкума: Кокузенкум, Аккум, Карагандыкум и другие.
Наивысшая точка области, возвышенность в районе бывшего населённого пункта Миргородка, её высота над уровнем моря 262 метра.
Поверхность сложена меловыми мергелями, палеогеновыми песчаниками и известняками, перекрытыми четвертичными отложениями Прикаспийской низменности. Речные долины состоят из аллювиальных отложений.
Недра
На территории области находится нефтяное месторождение Болганмола.

### Климат
Климат резко континентальный. В течение всего года дуют сильные ветры, летом часты суховеи.
Средняя температура января до −14 °C, июля до +25 °C. Абсолютный минимум температуры −40 °С, абсолютный максимум 40 °С. Снежный покров держится 70 дней на юге области и 140 дней на севере.
Годовое количество осадков на юге региона от 250 мм, а на севере до 400 мм.
Гидрография
В области около 200 рек и ручьёв общей протяжённостью 4600 км, из них крупные реки Урал, Чаган, Деркул, Кушум, Большой и Малый Узень, в области насчитывается 144 озера, из них — 94 солёных. Наиболее значительные — Шалкар, Рыбный Сакрыл и система Камыш-Самарских озёр.

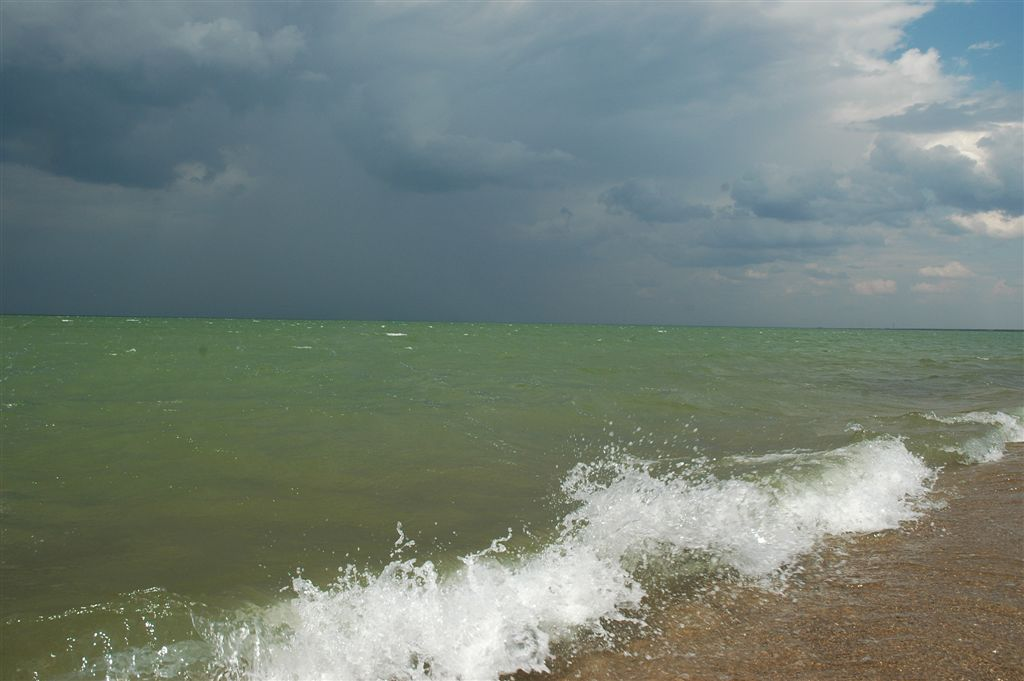
Озеро Шалкар в грозу

Озеро Шалкар — самый крупный и глубокий водоём Западно-Казахстанской области. В озере накапливается около 1,4 млрд м³ воды, площадь озера составляет 20 580 га (может возрастать до 24 000 га). В озеро впадают с восточной стороны две реки: Исень Анкаты (Большая Анкаты) и Шолак Анкаты (Малая Анкаты), а вытекает одна река Солянка, впадающая в реку Урал. На севере Западно-Казахстанской области течёт река Урал, 250 км её «степной зоны» находится на территории Западно-Казахстанской области. К малым рекам бассейна р. Урал на территории Западно-Казахстанской области относятся Чаган, Деркул, Илек, Утва, Рубёжка, Быковка, Ембулатовка, Барбастау и др. Урал является одной из основных водных артерий особого государственного значения не только маловодного Казахстана, но и России.
Почвы
Почвы тёмнокаштановые, каштановые, светлокаштановые глинистые и солонцы. Преобладает злаково-разнотравная, злаково-полынная, полынно-житняковая растительность. В южных районах встречаются бурые почвы, солонцы и солонцовые почвы, есть массивы песков.
Растительность
На севере — типчаково-ковыльные степи, на севере, вдоль реки Урал и дорог созданы лесозащитные полосы — тополь, ива, дуб, берёза, вяз и др, на юго-западе и севере также выращивают сосны.
Животный мир
В регионе водятся лоси, косули, кабаны, сайгаки, лисы, хорьки, волки, зайцы, бобры, выхухоль, ондатры, суслики и др. На территории области имеются гнездовья лебедей, серых гусей, пеликанов, журавлей, куликов, куропаток, орланов, коршунов, ястребов, ласточек, скворцов и др. Из пресмыкающихся — змеи, ящерицы. Озёра и реки богаты рыбой: вобла, лещ, сазан, судак, линь, жерех, щука, окунь и др. На Урале — севрюга, белуга, осётр.
В мае 2010 года было найдено 12 тысяч мёртвых сайгаков, что составляет около половины всей численности сайгаков региона.
Охрана природы
В регионе существуют Кирсановский (площадь — 61,0 тыс.га), Бударинский (площадь — 80,0 тыс.га) и Жалтыркульский (площадь — 19,0 тыс.га) государственные зоологические заказники. Кроме того, здесь находятся — Ботанический памятник природы «Дубрава», Памятник природы гора «Большая Ичка», Памятник природы «Селекционный», Памятник природы озеро «Садовское», Ландшафтный заказник «Ак-Кумы», Ботанико-зоологический памятник природы «Миргородский», Урдинский геоботанический заказник.

## История
Первые племена кочевников появились на территории, ныне занимаемой Уральской областью, в I тысячелетии до нашей эры. Древние гунны, огузы, кимаки, кипчаки кочевали по этой земле, занимаясь скотоводством и народными промыслами. В начале XV века после развала Золотой Орды вошла в состав Ногайской орды, затем Казахского ханства (1465—1712). После распада Казахского ханства под ударами джунгар казахи, проживающие на этой территории, составили казахский Младший жуз. В 70-80-е годы XVI века на берегах Яика  появились беглые люди из русских земель, они стали именовать себя казаками, объединившись в казачью вольницу. Вскоре на берегах реки возникает Яицкое казачье войско. Во главе войска стоял войсковой атаман, избираемый всеми казаками. С 1718 года атаман стал назначаться верховной властью и стал называться наказным атаманом.
В составе Российской империи

Уральская область в 1900 году

Уральская область находилась на юго-востоке Европейской России, между 53° и 45,5° с. ш. и 49° и 59° в. д.; занимала пространство в 323 700 км² (284 412 кв. в.), из коих 70 640 км² (62 068 кв. в.) принадлежало Уральскому казачьему войску на правах нераздельного общинного владения, а 253 000 км² (222 344 кв. в.), составляя государственную собственность, предоставлены в общественное пользование казаков. По пространству область занимала 19-е место среди губерний и областей Российской империи, 4-е место в Европейской России.
Границы: на севере — Оренбургская и Самарская губернии, на западе — Самарская губерния, земли внутренней или Букеевской орды Астраханской губернии и северо-востоке часть Каспийского моря, на востоке — Тургайская область и часть Аральского моря, на юге — Закаспийская область и берега Каспийского моря.
Административное деление:
| № | Уезд            | уездный город | число станиц | число волостей |
| - | --------------- | ------------- | ------------ | -------------- |
| 1 | Уральский уезд  | Уральск       | 16           | 8              |
| 2 | Лбищенский уезд | Лбищенск      | 10           | 14             |
| 3 | Гурьевский уезд | Гурьев        | 5            | 17             |
| 4 | Темирский уезд  | Темир         | 0            | 21             |

Уральская земля богата историческими событиями. В сентябре 1773 года с форпоста Бударино, недалеко от Яицкого городка (ныне Уральск) началась крестьянская война под предводительством Е. И. Пугачёва (выдававшего себя за Петра III), которая на протяжении двух лет сотрясала Россию. После поражения и казни Пугачёва императрица Екатерина II, желая искоренить дух «пугачёвщины», в январе 1775 года издаёт указ переименовать реку Яик в Урал и Яицкий городок в Уральск, а Яицкое казачество именовать Уральским казачеством. В первой половине XIX века утвердилась практика назначения Наказных атаманов не из местного населения. Они были проводниками политики центрального правительства и осуществляли меры по насаждению в крае основ европейской культуры и народного просвещения, развития светского и церковного зодчества.
На протяжении XVIII—XIX веков казахи Младшего жуза неоднократно поднимали восстания против феодальной и колониальной эксплуатации. В 1783—1797 годах было восстание по предводительством Сырыма Датова, 1836—1838 годах — восстание под предводительством Исатая Тайманова и Махамбета Утемисова.
Уральская область была образована в 1868 году (Российская империя) и утвердилась в границах сегодняшнего дня 10 марта 1932 года (СССР) уже как Западно-Казахстанская область. Тогда кроме части земель собственно Уральской области в состав вошли земли Букеевской (или Внутренней) орды. С 3 мая 1962 года по июль 1992 года именовалась Уральской областью, затем парламент Казахстана вернул существовавшее ранее наименование.
В 1916 году прошли волнения, связанные с мобилизацией казахского населения на тыловые работы во время Первой мировой войны.
Гражданская война на территории области связана с именами В. И. Чапаева, Д. А. Фурманова, М. В. Фрунзе, Д. М. Карбышева, Г. К. Жукова. С окончанием Гражданской войны в 1920 году Уральское казачье войско было ликвидировано, большое количество казаков, сражавшихся против большевиков, было вынуждено эмигрировать в Иран, Китай и далее по всему миру.

### В составе Советского Союза
В годы Великой Отечественной войны Уральская область была ближайшим тылом Сталинградского фронта. В числе фронтовиков Приуралья 39 Героев Советского союза, 6 полных кавалеров ордена Славы. Среди них Маншук Маметова — первая женщина Востока, удостоенная звания Героя Советского Союза.

### В составе Республики Казахстан
С 1991 года после обретения Казахстаном независимости в результате Беловежских и Алма-атинских соглашений, в новой стране начинается процессы переименования населённых пунктов, организаций, и даже целых территорий. Уже в июле 1992 года парламент независимого Казахстана переименовывает Уральскую область в Западно-Казахстанскую.
В связи с мощными западными инвестициями в газовую и нефтяную индустрию область вместе с Атырауской приобретает важное промышленное значение. Главный фактор — крупнейшее Карачаганакское нефтегазоконденсатное месторождение в Бурлинском районе.

## Административное деление

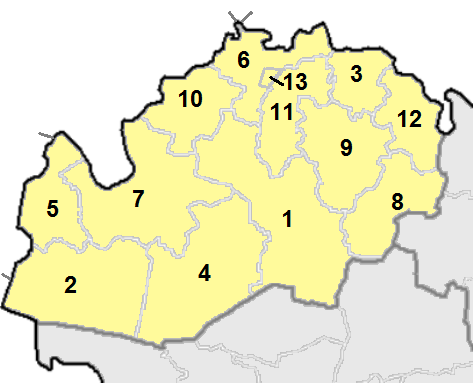
Административная карта области

Административный центр — город Уральск.
В настоящее время в систему административно-территориального устройства области входят 12 административных районов, 156 аульных (сельских) округов, 3 поселковых округов, один город (г. Уральск) областного значения и один город (г. Аксай) районного значения, 475 сельских населённых пунктов.
Область состоит из 12 районов и 1 города областного подчинения:
1. Акжаикский район (Чапаевский) — село Чапаев
2. Бокейординский район (Урдинский) — село Сайхин
3. Бурлинский район — город Аксай
4. Жангалинский район (Джангалинский) — село Жангала (Жанакала)
5. Жанибекский район (Джаныбекский) — село Жанибек
6. Байтерекский район (Зелёновский) — село Перемётное
7. Казталовский район — село Казталовка
8. Каратобинский район — село Каратобе
9. Сырымский район (Джамбейтинский) — аул Жымпиты (Джамбейты)
10. Таскалинский район (Каменский) — село Таскала (Каменка)
11. Теректинский район — село Фёдоровка
12. Чингирлауский район — село Чингирлау
13. город Уральск

### История административного деления
К 1 октября 1938 года область включала Бурлинский, Джамбейтинский, Джангалинский, Джаныбекский, Казталовский, Каменский, Каратюбинский, Лбищенский, Приуральный, Тайпакский, Теректинский, Урдинский, Фурмановский, Чингирлауский районы и город областного подчинения Уральск.
В 1939 году Лбищенский район был переименован в Чапаевский; образован Зеленовский район.
В 1952 году был упразднён Урдинский район.
24 мая 1962 года был упразднён Джангалинский район.
2 января 1963 года были упразднены Каменский, Каратюбинский, Тайпакский, Теректинский и Чингирлауский районы. Оставшиеся районы получили статус «сельских».
В январе 1965 года был образованы Тайпакский и Чингирлауский районы; 31 января 1966 — Каратобинский район; 2 января 1967 — Каменский и Теректинский районы; 10 марта 1972 — Джангалинский и Урдинский районы; 15 февраля 1977 — Акжаикский район.

## Население
| Численность населения Западно-Казахстанской области | Численность населения Западно-Казахстанской области | Численность населения Западно-Казахстанской области | Численность населения Западно-Казахстанской области | Численность населения Западно-Казахстанской области | Численность населения Западно-Казахстанской области | Численность населения Западно-Казахстанской области | Численность населения Западно-Казахстанской области | Численность населения Западно-Казахстанской области |
| 1970                                                | 1979                                                | 1989                                                | 14.02.1999                                          | 2003                                                | 2004                                                | 2005                                                | 2006                                                | 2007                                                |
| --------------------------------------------------- | --------------------------------------------------- | --------------------------------------------------- | --------------------------------------------------- | --------------------------------------------------- | --------------------------------------------------- | --------------------------------------------------- | --------------------------------------------------- | --------------------------------------------------- |
| 513 077                                             | ↗581 499                                            | ↗630 887                                            | ↘616 800                                            | ↘602 133                                            | ↗603 832                                            | ↗606 534                                            | ↗609 291                                            | ↗612 479                                            |
| 2008                                                | 2009                                                | 2010                                                | 2011                                                | 2012                                                | 2013                                                | 2014                                                | 2015                                                | 2016                                                |
| ↗615 310                                            | ↘598 341                                            | ↗603 828                                            | ↗608 280                                            | ↗612 498                                            | ↗617 640                                            | ↗623 977                                            | ↗629 932                                            | ↗636 852                                            |
| 2017                                                | 2018                                                | 2019                                                | 2020                                                | 2021                                                | 2022                                                | 2023                                                | 2024                                                |                                                     |
| ↗641 513                                            | ↗646 927                                            | ↗653 775                                            | ↗656 844                                            | ↗661 316                                            | ↗683 327                                            | ↗688 127                                            | ↗693 262                                            |                                                     |

По данным Комитета по статистике МНЭ Республики Казахстан, численность населения по состоянию на начало 2019 года составляет 652 325 человек.
В административном центре области проживает 309 454 человека или 47,44 % населения области. Численность городского населения региона составляет 234 184 человека (35,90 %), а сельского — 342 871 человек (52,56 %).
На 1 ноября 2019 года население области составило 656 354 человека.
| Район                | Население, тыс. чел. (1999) | Население, тыс. чел. (2004) | Население, тыс. чел. (2009) | Население, тыс. чел. (2015) |
| -------------------- | --------------------------- | --------------------------- | --------------------------- | --------------------------- |
| Акжаикский район     | 49,4                        | 46,0                        | 44,3                        | 42,2                        |
| Бокейординский район | 19,3                        | 18,4                        | 17,1                        | 15,8                        |
| Бурлинский район     | 48,9                        | 54,9                        | 56,4                        | 55,0                        |
| Жанибекский район    | 19,5                        | 18,3                        | 18,3                        | 16,8                        |
| Жангалинский район   | 23,6                        | 23,5                        | 23,8                        | 24,1                        |
| Байтерекский район   | 56,7                        | 53,6                        | 55,1                        | 55,5                        |
| Казталовский район   | 38,8                        | 36,6                        | 35,3                        | 30,7                        |
| Каратобинский район  | 21,2                        | 19,7                        | 19,2                        | 16,3                        |
| Сырымский район      | 30,8                        | 26,9                        | 25,0                        | 20,2                        |
| Таскалинский район   | 20,7                        | 19,2                        | 18,8                        | 17,2                        |
| Теректинский район   | 44,7                        | 42,8                        | 42,8                        | 37,2                        |
| Чингирлауский район  | 21,9                        | 19,5                        | 17,9                        | 15,3                        |
| Уральск, г.а.        | 222,9                       | 224,4                       | 243,5                       | 283,6                       |
| Всего                | 618,4                       | 603,8                       | 618,7                       | 630                         |

### Этнический состав

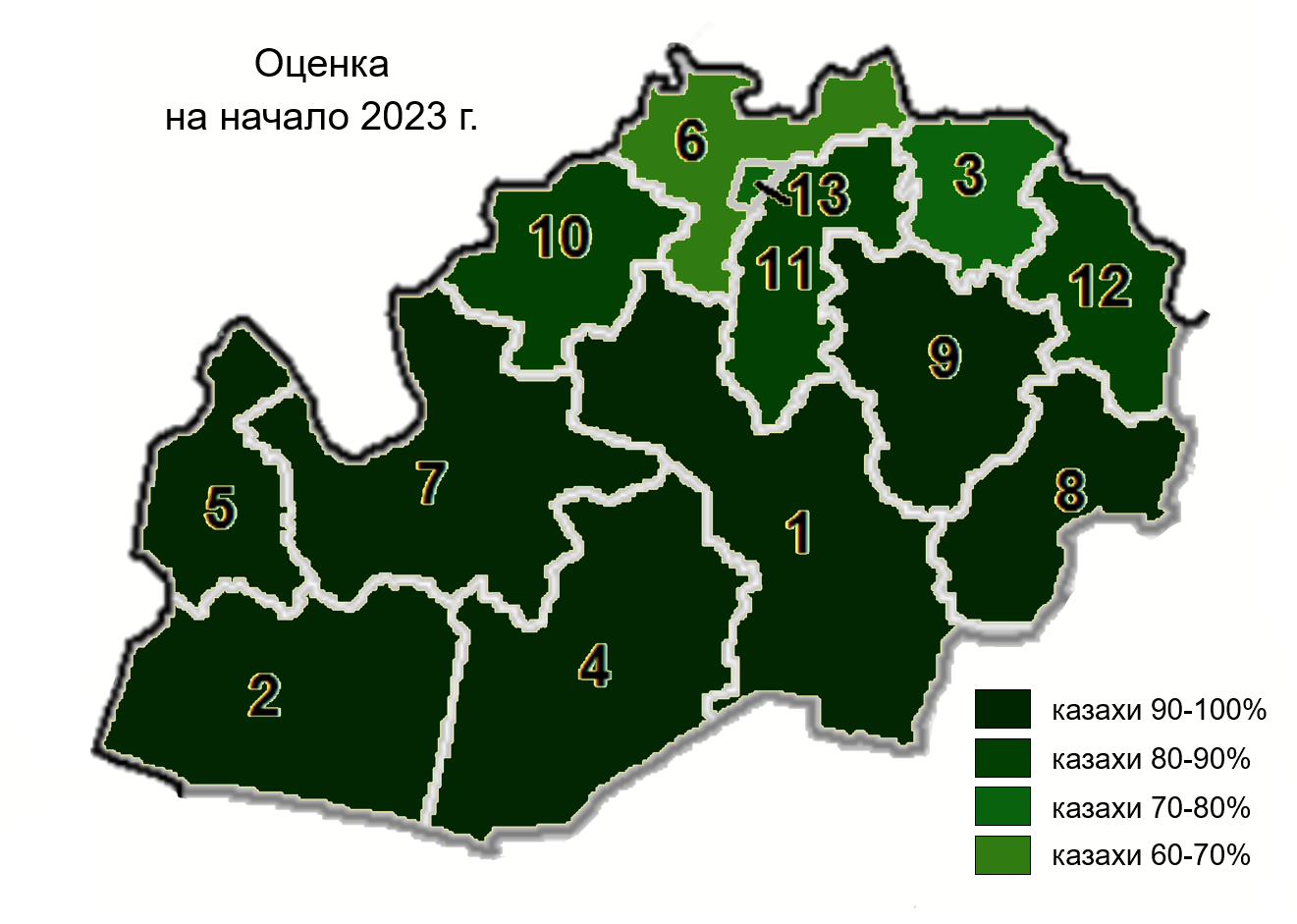
Крупнейший этнос по районам области по оценке на начало 2023 года

#### По области
|               | 1989, чел. | %       | 1999 , чел. | %       | 2009 , чел. | %       | 2019, чел. | %       |
| ------------- | ---------- | ------- | ----------- | ------- | ----------- | ------- | ---------- | ------- |
| всего         | 629494     | 100,00% | 616800      | 100,00% | 598880      | 100,00% | 652325     | 100,00% |
| Казахи        | 351123     | 55,78%  | 399030      | 64,69%  | 432517      | 72,22%  | 498034     | 76,35%  |
| Русские       | 216514     | 34,39%  | 174018      | 28,21%  | 135813      | 22,68%  | 125613     | 19,26%  |
| Украинцы      | 28092      | 4,46%   | 19634       | 3,18%   | 11594       | 1,94%   | 9210       | 1,41%   |
| Татары        | 12703      | 2,02%   | 10104       | 1,64%   | 8632        | 1,44%   | 8406       | 1,29%   |
| Белорусы      | 5112       | 0,81%   | 3577        | 0,58%   | 2146        | 0,36%   | 1806       | 0,28%   |
| Азербайджанцы | 847        | 0,13%   | 940         | 0,15%   | 1102        | 0,18%   | 1668       | 0,26%   |
| Немцы         | 4550       | 0,72%   | 2434        | 0,39%   | 1280        | 0,21%   | 1257       | 0,19%   |
| Корейцы       | 631        | 0,10%   | 731         | 0,12%   | 843         | 0,14%   | 957        | 0,15%   |
| Узбеки        | 353        | 0,06%   | 251         | 0,04%   | 412         | 0,07%   | 677        | 0,10%   |
| Чеченцы       | 1303       | 0,21%   | 714         | 0,12%   | 579         | 0,10%   | 609        | 0,09%   |
| Армяне        | 480        | 0,08%   | 484         | 0,08%   | 433         | 0,07%   | 516        | 0,08%   |
| Башкиры       | 576        | 0,09%   | 499         | 0,08%   | 402         | 0,07%   | 429        | 0,07%   |
| Мордва        | 1883       | 0,30%   | 1090        | 0,18%   | 588         | 0,10%   | 372        | 0,06%   |
| Молдаване     | 697        | 0,11%   | 422         | 0,07%   | 330         | 0,06%   | 332        | 0,05%   |
| другие        | 4630       | 0,74%   | 2872        | 0,47%   | 2209        | 0,37%   | 2439       | 0,37%   |

#### По районам
|    |                      | Всего  | Ка- за- хи | %       | Рус- ские | %       | Ук- ра- ин- цы | %      | Та- та- ры | %      | Бе- ло- ру- сы | %      | Азер- бай- джан- цы | %      | Нем- цы | %      |
| -- | -------------------- | ------ | ---------- | ------- | --------- | ------- | -------------- | ------ | ---------- | ------ | -------------- | ------ | ------------------- | ------ | ------- | ------ |
|    | ОБЛАСТЬ              | 598880 | 432517     | 72,22 % | 135813    | 22,68 % | 11594          | 1,94 % | 8632       | 1,44 % | 2146           | 0,36 % | 1102                | 0,18 % | 1280    | 0,21 % |
| 1  | Акжаикский район     | 41777  | 39735      | 95,11 % | 1689      | 4,04 %  | 68             | 0,16 % | 119        | 0,28 % | 22             | 0,05 % | 26                  | 0,06 % | 6       | 0,01 % |
| 2  | Бокейординский район | 16668  | 16539      | 99,23 % | 52        | 0,31 %  | 0              | 0,00 % | 46         | 0,28 % | 0              | 0,00 % | 0                   | 0,00 % | 0       | 0,00 % |
| 3  | Бурлинский район     | 53235  | 35952      | 67,53 % | 11151     | 20,95 % | 3572           | 6,71 % | 959        | 1,80 % | 416            | 0,78 % | 76                  | 0,14 % | 185     | 0,35 % |
| 4  | Жанибекский район    | 16896  | 16446      | 97,34 % | 344       | 2,04 %  | 11             | 0,07 % | 19         | 0,11 % | 25             | 0,15 % | 0                   | 0,00 % | 0       | 0,00 % |
| 5  | Жангалинский район   | 23505  | 22972      | 97,73 % | 102       | 0,43 %  | 12             | 0,05 % | 336        | 1,43 % | 3              | 0,01 % | 1                   | 0,00 % | 6       | 0,03 % |
| 6  | Байтерекский район   | 55420  | 29175      | 52,64 % | 21968     | 39,64 % | 1500           | 2,71 % | 905        | 1,63 % | 511            | 0,92 % | 161                 | 0,29 % | 253     | 0,46 % |
| 7  | Казталовский район   | 32908  | 32446      | 98,60 % | 193       | 0,59 %  | 29             | 0,09 % | 186        | 0,57 % | 10             | 0,03 % | 9                   | 0,03 % | 1       | 0,00 % |
| 8  | Каратобинский район  | 16879  | 16853      | 99,85 % | 9         | 0,05 %  | 1              | 0,01 % | 9          | 0,05 % | 0              | 0,00 % | 0                   | 0,00 % | 1       | 0,01 % |
| 9  | Сырымский район      | 21575  | 21203      | 98,28 % | 136       | 0,63 %  | 27             | 0,13 % | 135        | 0,63 % | 3              | 0,01 % | 0                   | 0,00 % | 51      | 0,24 % |
| 10 | Таскалинский район   | 17202  | 15072      | 87,62 % | 1677      | 9,75 %  | 93             | 0,54 % | 197        | 1,15 % | 46             | 0,27 % | 7                   | 0,04 % | 4       | 0,02 % |
| 11 | Теректинский район   | 39463  | 31654      | 80,21 % | 5029      | 12,74 % | 1590           | 4,03 % | 305        | 0,77 % | 285            | 0,72 % | 70                  | 0,18 % | 106     | 0,27 % |
| 12 | Чингирлауский район  | 16116  | 13646      | 84,67 % | 1237      | 7,68 %  | 547            | 3,39 % | 569        | 3,53 % | 27             | 0,17 % | 12                  | 0,07 % | 18      | 0,11 % |
| 13 | город Уральск        | 247236 | 140824     | 56,96 % | 92226     | 37,30 % | 4144           | 1,68 % | 4847       | 1,96 % | 798            | 0,32 % | 740                 | 0,30 % | 649     | 0,26 % |

|    |                      | Всего  | Ка- за- хи | %       | Рус- ские | %       | Ук- ра- ин- цы | %      | Та- та- ры | %      | Бе- ло- ру- сы | %      | Азер- бай- джан- цы | %      | Нем- цы | %      |
| -- | -------------------- | ------ | ---------- | ------- | --------- | ------- | -------------- | ------ | ---------- | ------ | -------------- | ------ | ------------------- | ------ | ------- | ------ |
|    | ОБЛАСТЬ              | 652325 | 498034     | 76,35 % | 125613    | 19,26 % | 9210           | 1,41 % | 8406       | 1,29 % | 1806           | 0,28 % | 1668                | 0,26 % | 1257    | 0,19 % |
| 1  | Акжаикский район     | 40574  | 38855      | 95,76 % | 1387      | 3,42 %  | 51             | 0,13 % | 119        | 0,29 % | 22             | 0,05 % | 31                  | 0,08 % | 8       | 0,02 % |
| 2  | Бокейординский район | 15222  | 15105      | 99,23 % | 46        | 0,30 %  | 1              | 0,01 % | 33         | 0,22 % | 0              | 0,00 % | 2                   | 0,01 % | 0       | 0,00 % |
| 3  | Бурлинский район     | 56086  | 39764      | 70,90 % | 10705     | 19,09 % | 2988           | 5,33 % | 975        | 1,74 % | 394            | 0,70 % | 89                  | 0,16 % | 190     | 0,34 % |
| 4  | Жанибекский район    | 16147  | 15839      | 98,09 % | 235       | 1,46 %  | 10             | 0,06 % | 4          | 0,02 % | 17             | 0,11 % | 0                   | 0,00 % | 1       | 0,01 % |
| 5  | Жангалинский район   | 24029  | 23555      | 98,03 % | 78        | 0,32 %  | 11             | 0,05 % | 304        | 1,27 % | 0              | 0,00 % | 0                   | 0,00 % | 7       | 0,03 % |
| 6  | Байтерекский район   | 57762  | 33910      | 58,71 % | 20148     | 34,88 % | 1104           | 1,91 % | 856        | 1,48 % | 404            | 0,70 % | 181                 | 0,31 % | 245     | 0,42 % |
| 7  | Казталовский район   | 29129  | 28774      | 98,78 % | 148       | 0,51 %  | 27             | 0,09 % | 136        | 0,47 % | 6              | 0,02 % | 9                   | 0,03 % | 3       | 0,01 % |
| 8  | Каратобинский район  | 15467  | 15435      | 99,79 % | 8         | 0,05 %  | 0              | 0,00 % | 5          | 0,03 % | 9              | 0,06 % | 0                   | 0,00 % | 1       | 0,01 % |
| 9  | Сырымский район      | 18924  | 18709      | 98,86 % | 74        | 0,39 %  | 17             | 0,09 % | 96         | 0,51 % | 2              | 0,01 % | 0                   | 0,00 % | 8       | 0,04 % |
| 10 | Таскалинский район   | 16701  | 14858      | 88,96 % | 1450      | 8,68 %  | 67             | 0,40 % | 157        | 0,94 % | 42             | 0,25 % | 10                  | 0,06 % | 2       | 0,01 % |
| 11 | Теректинский район   | 38086  | 31173      | 81,85 % | 4689      | 12,31 % | 1170           | 3,07 % | 261        | 0,69 % | 218            | 0,57 % | 70                  | 0,18 % | 93      | 0,24 % |
| 12 | Чингирлауский район  | 14744  | 12612      | 85,54 % | 1091      | 7,40 %  | 422            | 2,86 % | 511        | 3,47 % | 19             | 0,13 % | 8                   | 0,05 % | 19      | 0,13 % |
| 13 | город Уральск        | 309454 | 209445     | 67,68 % | 85554     | 27,65 % | 3342           | 1,08 % | 4949       | 1,60 % | 673            | 0,22 % | 1268                | 0,41 % | 680     | 0,22 % |

## Экономика
Экономика области имеет индустриально-аграрную направленность.
Промышленность представлена предприятиями нефте — и газодобычи, переработки нефтепродуктов, машиностроения, металлургии, оборонной, горнодобывающей, швейной и пищевой отраслей.
Имеются также предприятия по переработке сельскохозяйственной продукции, строительству, производству строительных материалов и другие.
Существенный вклад в экономику области вносят такие крупные предприятия как «Карачаганак Петролеум Оперейтинг», Холдинг «Конденсат», Жаикмунай, АО "Приборостроительный завод «Омега», АО "Уральский завод «Зенит», ТОО «Гидромаш-Орион-МЖБК».
На территории области выявлены месторождения газа и газового конденсата, нефти, боратовых руд, горючих сланцев, калийно-магниевых солей, цементного сырья керамзитовых глин, строительного и аллювиального песка. Имеющиеся запасы позволяют вести их промышленную разработку и использование в течение длительного периода.
Недра Западно-Казахстанской области богаты нефтью, газовым конденсатом (Карачаганак, Чинаревское, Ростошинское, Дарьинское).
На Западно-Казахстанскую область области в республике приходится 99 % от общего объёма добычи газового конденсата и 47 % от объёма добычи газа.
Имеются значительные запасы борно-калийных солей на структурах (Шалкар, Сатимола, Индер), цементного сырья (Аксуат, Семиглавомарское), керамзитовых глин (Туйыксай, Погодаев, Талсай).
В 2012 году экспорт из Западно-Казахстанской области составил 9 млрд. 428,7 млн. USD. В сравнении с 2011 годом экспорт вырос на 24 %.
В структуре экспорта области (без ТС) основную долю занимают минеральные продукты (сырая нефть и нефтепродукты) — 99,6 % (Италия, Франция, Нидерланды, Польша), остальные товарные группы — 0,4 %, из них: 0,1 % — продукты животного и растительного происхождения, готовые продовольственные товары, 0,1 % — прочие товары, 0,2 % — металлы и изделия из них.
По состоянию на 2020 г., уровень газификации Западно-Казахстанской области составляет 96,2 %.

### Инвестиционный потенциал области
В первом полугодии 2019 года валовый региональный продукт составил 1,4 трлн. тенге, что выше показателя прошлого года на 145 млн. тенге. За 9 месяцев текущего года произведено промышленной продукции почти на 1,8 трлн. тенге.
Развитие агропромышленного комплекса также является одним из драйверов экономики региона.
За отчётный период объём регионального валового продукта составил 118 млрд. тенге, что выше на 2 % по сравнению с прошлым годом. Животноводство является основным направлением агробизнеса области. По числу поголовья КРС мясного направления области занимает 2 место в Республике. Если в прошлом году КРС мясного направления составил 456 тыс. голов, то в этом году этот показатель составляет 495 тыс. голов. В этом году для увеличения поголовья планируется открыть откормочные площадки на 15 тыс. голов скота.
В целом, сегодня в области реализуются 42 новых крупных инвестиционных проектов на сумму свыше 1-го трлн. тенге, с созданием около 5 тыс. рабочих мест. Из них 8 проектов с иностранным участием.
В текущем году будут запущены 10 проектов на общую сумму 317,7 млрд. тенге с созданием 500 рабочих мест. 

| Показатель                                 | 2008    | 2009  | 2010    | 2011    | 2012    |
| ------------------------------------------ | ------- | ----- | ------- | ------- | ------- |
| Экспорт всего                              | 1 485,5 | 822,6 | 1 215,5 | 7 610,9 | 9 428,7 |
| в том числе экспорт обработанной продукции | 278,1   | 140,7 | 177,5   | 327,6   | 321,5   |

## Культурная жизнь области
Западно-Казахстанская область обладает богатым историческим и культурным наследием. На её территории насчитывается более 6 тысяч археологических памятников разных эпох и более 500 памятников истории, архитектуры и монументального искусства, 14 из которых являются памятниками республиканского значения. В системе культуры и искусства в области действуют 717 государственных организаций.
В целях изучения, сохранения и популяризации историко-культурного наследия в области работают 22 историко-краеведческих и мемориальных музеев, 13 из которых расположены в сельской местности; более 377 массовых библиотек с общим книжным фондом свыше пяти миллионов книг, уникальных рукописей и изданий.

## Акимы
Уральский областной комитет КП Казахстана
Шаблон:Председатели Уральского облисполкома
1. Искалиев, Нажамеден Ихсанович (февраль 1992 — январь 1993)
2. Джакупов, Кабибулла Кабенович (январь 1993 — 18 декабря 2000)
3. Кушербаев, Крымбек Елеуович (18 декабря 2000 — ноябрь 2003)
4. Ашим, Нургали Садуакасович (18 ноября 2003 — 28 августа 2007)
5. Измухамбетов, Бактыкожа Салахатдинович (28 августа 2007 — январь 2012)
6. Ногаев, Нурлан Аскарович (20 января 2012 — 26 марта 2016)
7. Кульгинов, Алтай Сейдирович (26 марта 2016 — 13 июня 2019)
8. Искалиев, Гали Нажмеденович (13 июня 2019 — 2 декабря 2022)
9. Турегалиев, Нариман Турегалиевич (со 2 декабря 2022)

## СМИ
В области функционируют 73 газеты, 10 журналов, 10 телеканалов, 5 радиостанций и 2 сети кабельного телевидения.

## Награды
- Орден Ленина (2 октября 1958 года) — за крупные успехи, достигнутые трудящимися Западно-Казахстанской области в увеличении производства зерна и других продуктов сельского хозяйства, за успешное выполнение социалистических обязательств по продаже государству в 1958 году 50 миллионов пудов хлеба[25]